# Europamesterskaberne i amatørboksning 1927
Europamesterskaberne i amatørboksning 1927 blev afviklet den 16. til den 20. maj 1927 i Berlin. Det var anden gang, der blev afholdt EM for amatørboksere. Turneringen blev arrangeret af den europæiske amatørbokseorganisation EABA. Der deltog 50 boksere fra 13 lande.
Fra Danmark deltog Henning Jensen (bantamvægt), Erik Hansen (fjervægt), Arne Sande (letvægt), Kaj Larsen (weltervægt) og Michael Jacob Michaelsen (sværvægt). Arne Sande vandt sølv og Michael Jacob Michaelsen vandt bronze.

## Medaljevindere
| Event                   | Guld                     | Sølv                      | Bronze                           |
| ----------------------- | ------------------------ | ------------------------- | -------------------------------- |
| Fluevægt (– 50.8 kg)    | Lennart Bohmann Sverige  | Antal Kocsis Ungarn       | Heinz Brofazi Tyskland           |
| Bantamvægt (– 53.5 kg)  | Kurt Dalchow Tyskland    | Gaetano Lanzi Italien     | Bobby Spunner Østrig             |
| Fjervægt (– 57.1 kg)    | Franz Dübbers Tyskland   | Harry Wolff Sverige       | Miklós Gelbai-Gelb Ungarn        |
| Letvægt (– 61,2 kg)     | Jacob Domgörgen Tyskland | Arne Sande Danmark        | Gunnar Berggren Sverige          |
| Weltervægt (– 66.7 kg)  | Romano Caneva Italien    | Gustave Roth Belgien      | István Balázs Ungarn             |
| Mellemvægt (– 72.6 kg)  | Edgar Christensen Norge  | Wilhelm Maier Tyskland    | Olaf Falk Sverige                |
| Letsværvægt (– 79.4 kg) | Hein Müller Tyskland     | Karel Miljon Nederlandene | Clas Engström Sverige            |
| Sværvægt (+ 79.4 kg)    | Nils Ramm Sverige        | Hans Schönrath Tyskland   | Michael Jacob Michaelsen Danmark |

## Medaljefordeling
| Placering | Land         | Guld | Sølv | Bronze | Total |
| --------- | ------------ | ---- | ---- | ------ | ----- |
| 1         | Tyskland     | 4    | 2    | 1      | 7     |
| 2         | Sverige      | 2    | 1    | 3      | 6     |
| 3         | Italien      | 1    | 1    | 0      | 2     |
| 4         | Norge        | 1    | 0    | 0      | 1     |
| 5         | Ungarn       | 0    | 1    | 2      | 3     |
| 6         | Danmark      | 0    | 1    | 1      | 2     |
| 7         | Belgien      | 0    | 1    | 0      | 1     |
| –         | Nederlandene | 0    | 1    | 0      | 1     |
| 9         | Østrig       | 0    | 0    | 1      | 1     |